# Bert Smidt
Albert Engelhard Jan (Bert) Smidt (Groningen, 14 februari 1944) is een Nederlands politicus van de PvdA.
Hij is aan de Rijksuniversiteit Groningen afgestudeerd in de rechten en ging daarna werken bij de provincie Groningen waar hij het bracht tot hoofd van het bureau Bestuurlijke en Algemene Zaken. Daarnaast was hij politiek actief in zijn woonplaats Slochteren waar hij ongeveer zes jaar PvdA-fractievoorzitter was in de gemeenteraad. In april 1979 werd Smidt benoemd tot burgemeester van Oude Pekela. Bij de Tweede Kamerverkiezingen van 1986 leek het erop dat hij verkozen zou worden, maar dat gebeurde uiteindelijk net niet. Bij de Groningse gemeentelijke herindeling in 1990 werd Smidt burgemeester van Hefshuizen welke gemeente twee jaar later hernoemd zou worden tot de gemeente Eemsmond. In september 1997 werd hem op eigen verzoek ontslag verleend. Daarna vervulde hij als zelfstandige meerdere functies bij de overheid en in het bedrijfsleven. Zo was Smidt onder anderen interim directeur, adviseur en president-commissaris bij Het Goed B.V. en Marktplaats, voorzitter van het Regionaal Bestuur Arbeidsvoorziening (RBA) in Groningen en is hij voorzitter geweest van het internationaal folkloristisch dansfestival Op Roakeldais.
- International Standard Name Identifier: 0000 0003 6875 8689
- Nederlandse Thesaurus van Auteursnamen: 189918403
- Virtual International Authority File: 280521804
- WorldCat: E39PBJrCftv6HdgcrQH4Hk94bd